# FCM 36
FCM 36 ili Char léger Modèle 1936 FCM je laki francuski tenk koji je napravljen za francusku vojsku. Imao je 2 člana posade, kratki glavni top 37 mm i suspregnutu strojnicu 7.5 mm. Pokretan je Dieselovim motorom snage 91 ks.

## Razvoj
Iako je francuska vojna industrija tijekom I. svjetskog rata uspjela napraviti najbolji tenk tog rata, slavni FT-17, nakon njega nikako joj nije uspijevalo napraviti dostojnu zamjenu. Čudni koncepcijski zahtjevi, prije svega inzistiranje na samo dva člana posade, redovito su dovodili do neuspješnih rješenja. Zadnji pokušaj da se napravi suvremeni laki tenk započeo je 1933. godine, te je doveo do tri manje-više uspjela tenka: Renault R35, Hotchkiss H35 i FCM36. Pravo ime ovog tenka bilo je Char léger Modele 1936 FCM iako dio izvora navodi i Forges et Chantiers de la Méditerranée FCM 36.
Tvrtka Forges et Chantiers de la Méditerranée (FCM) osnovana je još 1853. u Toulonu s namjerom gradnje velikih trgovačkih i ratnih brodova. S vremenom se proizvodnja proširila, a tijekom I. svjetskog rata FCM je započeo i proizvodnju tenkova. Prvi značajni proizvod na tom području bio je teški tenk FCM Char 2C. Osim toga ova je tvrtka bila uključena u razvoj i proizvodnju teškog tenka Char B1. Nakon toga FCM se nikako nije mogao izboriti da francuska vojska odobri neki njegov prijedlog. Stoga je čelništvo tvrtke, jednako kao i čelništvo tvrtke Hotchkiss, u novom zahtjevu francuske vojske za naprednim lakim tenkom, koji je službeno objavljen 2. kolovoza 1933., vidjelo priliku da s trona najvećeg i najvažnijeg francuskog proizvođača tenkova konačno zbaci Renault. Teška zadaća projektiranja najnaprednijeg lakog tenka dodijeljena je inženjeru Boudrotu, koji je prije toga napravio suspenziju za tenk Char B1. Jedna od prvih Boudrotovih odluka bila je da se tijelo tenka izrađuje varenjem, bez uporabe zakovica. Prvi drveni model u prirodnoj veličini dovršen je u ožujku 1934., te je predstavljen ministarstvu obrane i vojski.
Na kraju su u uži izbor ušli (očekivano) Renaultov R35, Hotchkiss H35 i FCM36, te su dobili ugovore za izradu tri prototipa. Za razliku od Renaulta i Hotchkissa, koji su zapravo prikazali demonstratore tehnologija i koji su tek trebali prikazati prave tenkove, FCM je odmah prezentirao gotovi prijedlog tenka. Zbog toga je donekle kasnio za konkurencijom, ali je zato i profitirao. Naime, FCM-ov je prijedlog bio daleko najnapredniji, čime je spriječeno da im konkurencija ukrade tehnička rješenja. Unatoč prividnom početnom kašnjenju u razvoju, prvi je prototip dovršen krajem ožujka 1935. (Renault je prvi prototip tenka R35 dovršio 20. prosinca 1934., a Hotchkiss prvi prototip H35 tek 11. siječnja 1935.), a Commission de Vincennes predan je 2. travnja iste godine. Prototip su opremili jednostavnom kupolom naoružanom tek s dvije strojnice.
Iako je komisija bila impresionirana novim tenkom, prije svega zbog varenog tijela, ali i uporabe Dieselova motora, to nije bilo dovoljno da FCM dobije narudžbu. Prvi problem bila je masa, koja je bila 1168 kg veća od traženih devet tona. Drugi je bila nepouzdanost ovjesa i slaba pokretljivost. Zbog toga je 9. lipnja tenk vraćen u tvornicu na doradu i poboljšanja. No najveći je problem bio slab politički utjecaj FCM-a u odnosu na konkurente. Ubrzo su započele zakulisne igre i lobiranja, koja su prijetila da FCM izguraju iz "igre". Na njihovu sreću, FCM36 je bio toliko napredan da su se političari bojali kako bi njegovo odbijanje uzrokovalo (još jedan) politički skandal. 
Zbog želje da maksimalno skrate vrijeme od prikazivanja drvenog modela do isporuke prvog prototipa, FCM-ovi inženjeri nisu ni obavili osnovna testiranja prvog prototipa prije službenih testiranja. Tek kad je prototip vraćen u tvornicu, mogli su započeti s testiranjima i otklanjanjem nedostataka. Redizajnirali su tijelo i kupolu tenka i uspjeli ih olakšati. Unaprijeđen je ovjes i postavljene nove gusjenice, te je znatno unaprijeđena pokretljivost izvan putova. Pokrov odjeljka za motor u stražnjem dijelu tenka dobio je velike rešetke za bolje hlađenje, ali i lakši pristup motoru.
Drugi, bitno izmijenjeni i poboljšani prototip ponovno je poslan na službena testiranja već 10. rujna 1935., što dokazuje da je njegova izrada započela znatno prije nego što je prvi prototip poslan na službena testiranja. Međutim, već je 23. listopada iste godine vraćen u tvornicu radi popravka ovjesa. Na testiranja je vraćen 19. prosinca 1935., a ona su službeno dovršena 14. svibnja 1936. Tenk je uglavnom zadovoljio, ali je francuska vojska inzistirala da se, u skladu s novom specifikacijom, debljina oklopa poveća s 30 na minimalno 40 mm. To je riješeno jednostavnim postavljanjem dodatnih čeličnih ploča debljine 10 mm na postojeći oklop. Iako je takvo rješenje donijelo znatno povećanje mase, političke prilike u Europi toliko su se pogoršale da se više nije moglo sitničariti. Naime, 30. siječnja 1933. njemačkim kancelarom postaje Adolf Hitler, koji u ožujku 1935. otvoreno krši Versajski ugovor i ponovno započinje stvaranje njemačke vojske. Stvari su se dodatno pogoršale kad su njemačke snage u ožujku 1936. ušle u demilitariziranu zonu Poranje (Rhineland). Francuska vojska je hitno trebala nove tenkove, a koja tona više ili manje više nije "igrala ulogu".
Zbog povećane mase i smanjene pokretljivosti FCM36 je dodijeljen francuskom pješaštvu, zajedno s R35. Tako je završno testiranje vozila prepušteno Commission d'Infanterie. Komisija je do 9. srpnja 1936. službeno je objavila da je upravo FCM36 najbolji od ponuđenih lakih tenkova. Odmah je naručena serija od 100 komada, te je tako FCM36 postao prvi francuski (i vjerojatno svjetski) tenk koji je ušao u operativnu uporabu s Dieselovim pogonom. Cijena jednog FCM36 opremljenog kupolom s topom od 37 mm bila je čak 450 000 franaka.

## Opis tenka
FCM 36 je, u skladu sa zahtjevima francuske vojske, bilo malo vozilo sa samo dva člana posade. U svakom pogledu, osim u odnosu na pogon, bio je inferioran njemačkim tenkovima nastalim krajem tridesetih godina XX. stoljeća. To ne znači da francuski inženjeri nisu znali napraviti dobar tenk, naprotiv. Problem je bio u zastarjeloj doktrini francuske vojske, koja je u tenku vidjela tek pomoćno sredstvo pješaštva. Pravu snagu oklopnih postrojbi spoznali su tek nakon njemačke okupacije Poljske, ali onda je bilo prekasno. Poljska vojska, ustrojena i uglavnom naoružana francuskim oružjem, doslovno se raspala u prvim tjednima njemačkog napada. Osvajanje Poljske njemačka je vojska obavila za samo 35 dana.

### Vatrena moć
Odluka da će FCM36 imati samo dva člana posade (zapovjednika i vozača) značila je da će mu borbene mogućnosti biti nikakve, naročito u srazu sa znatno naprednijim njemačkim tenkovima. Prezaposleni zapovjednik, koji je uz to morao ciljati i puniti oružje, u borbi jednostavno nije mogao (stizao) obaviti sve što se od njega očekivalo. Da stvar bude gora, kao glavno oružje odabran je top Puteaux L/21 SA18 kalibra 37 mm. Taj top krake cijevi ugrađivan je još na FT-17 iz I. svjetskog rata. Zbog toga ne začuđuje što su mu borbene mogućnosti protiv njemačkih tenkova 1939. bile, najblaže rečeno, slabe. Tako je na udaljenosti od 500 m probijao samo 12 mm čeličnog oklopa. Pred sam njemački napad na Francusku u svibnju 1940., tenkovi naoružani topom SA18 dobili su nove protutenkovske granate povećane početne brzine od 600 m/s i probojnosti od 30 mm. Međutim, ni to nije bilo dovoljno da se zaustave njemački tenkovi. Svaki je FCM36 nosio po 102 granate, od čega samo 12 protutenkovskih i čak 90 razornih.
Uz top je bila spregnuta strojnica Châtellerault MAC mle 1931 kalibra 7,5 mm. Iako većina izvora navodi da je nošeno 2000 metaka, neki navode i podatak o borbenom kompletu od čak 3000 metaka.

### Oklop
Velik motor, ali i napredna rješenja u oblikovanju tijela tenka doveli su do povećanja mase. Tako je vozilo dužine 4,46 m, širine 2,14 i visine 2,2 m imalo masu od 12,35 tona. Ni FCM36 nije mogao pobjeći od čudne "navike" da francuski tenkovi moraju biti više visoki nego široki. S druge strane, FCM36 je imao najveću razinu oklopne zaštite u usporedbi s R35 i H35/39. Taj uspjeh nije postignut pukim dodavanjem debljine oklopa, već njegovim pametnim oblikovanjem. Naime, projektanti su osmislili svojevrsnu piramidalnu konstrukciju zakošenih ploča koje su se spajale varenjem. Zakošenje je trebalo s jedne strane povećati korisnu debljinu oklopa, a s druge tendenciju rikošetiranja (odbijanja) protutenkovskih granata. Zanimljivo je da su FCM-ovi projektanti odlučili napraviti cijelo tijelo od ploča debljine 30 mm (na koje su naknadno, na zahtjev francuske vojske, dodali ploče debljine 10 mm), a ne samo prednji i bočni dio tenka. Sve su ploče zakosili pod kutovima koji su se kretali od 30 do čak 45 stupnjeva. Na taj su način dobili realnu debljinu oklopa od 45 do 55 mm, ovisno o nagibu. Čak su i ovjes zaštitili posebnim čeličnim pločama. Krov tijela napravljen je od čeličnih ploča debljine 15 mm, a podnica od čeličnih ploča debljine 13 mm.

### Pokretljivost
Zapravo su projektanti na FCM36 na svoju ruku pomaknuli granice zadane uvjetima francuske vojske. Prije svega na području pogona, ugradnjom četverocilindričnog Dieselova motora britanske tvrtke Ricardo, koji je za francusko tržište po licenciji izrađivala tvrtka Berliet. Motor je imao zapreminu od 8,49 litara i davao je 91 KS pri 1550 okretaja u minuti. On je morao pokretati tenk mase 12,35 tona, te je postizao maksimalnu brzinu od 24 km/h. Zanimljivo je da je FCM36, usprkos većoj masi, bio brži od Renaultovog R35 (za četiri kilometra), te za samo 3,3 kilometra sporiji od Hotchkissovog H35. Zbog toga mu je autonomija bila neusporedivo veća. Na cesti je s jednim punjenjem spremnika zapremine 217 litara mogao prijeći čak 225 kilometara (R35 130, a H35 150 km). Tijekom vožnje izvan putova, autonomija mu je još uvijek bila više nego odlična - 150 kilometara. FCM36 je mogao svladati rov širine dva metra i okomitu zapreku visine 70 cm. Naizgled slab motor ipak je bio dovoljno snažan da ga potjera uz uzbrdicu od čak 80 stupnjeva. Osim toga, Dieselov je motor bio znatno pouzdaniji od benzinskih na konkurentskim tenkovima. Povećala se i sigurnost posade u borbi jer se dizelsko gorivo znatno teže zapali od benzina.

## Operativna uporaba
Prvo vatreno krštenje obje FCM 36 imao je 14. svibnja 1940., neposredno nakon što su njemačke trupe 13. svibnja organizirale mostobran preko rijeke Meuse kod grada Sedana. Zadaća FCM 36 bila je da, u suradnji s pješačkim postrojbama, natjeraju njemačke snage na povlačenje natrag u Belgiju i unište mostobran. Zbog loše koordinacije djelovanja između francuskih snaga, pokret FCM-a izazvao je paniku u francuskim redovima, zbog čega su tenkovi na početne položaje stigli tek u zoru 14. svibnja., u trenutku kad su njemački tenkovi počeli prelaziti preko pontonskog mosta na Meusi. Njemačka oklopna prethodnica i tenkovi iz 7. BCC-a prvi su se put susreli kod mjesta Bulson. U samom početku bitke francuski su tenkovi uspjeli iz velike blizine uništiti nekoliko njemačkih lakih tenkova. Ali tada su se u bitku uključili njemački srednji tenkovi Panzer III (PzKpfw III). Iako su Panzeri III imali tanji oklop (30 mm) te su teoretski bili inferiorniji francuskim, imali su i nekoliko prednosti. Prva je bila uporaba topa Kampfwagenkanone 36 L/46.5, kalibra 37 mm. Najveća prednost njemačkog topa nije bio kalibar (isti kao kod francuskih tenkova) već dužina cijevi od 46,5 kalibara, zbog čega je rabio granate sa znatno većom probojnošću. Druga velika prednost Panzera III bila je peteročlana posada. Zbog neučinkovitih topova Puteaux L/21 SA18, francuske su se posade pokušavale što više približiti protivniku. Tu je nastao problem jer su njemačke posade imale bolju preglednost bojišta, a uz to su Panzeri III bili daleko pokretljiviji od FCM 36. Na kraju bitke 7. BCC se povukao izgubivši čak 26 od 36 tenkova, koliko je krenulo u nju. Nakon strahovitih gubitaka 7. BCC-a napad 4. BCC-a, je zaustavljen, te mu je zapovjeđeno da se povuče prema selu Stonne. Njemačke su ga snage napale već 15. svibnja. U teškim bitkama, koje su trajale do 17. svibnja, Stonne je prelazio iz ruke u ruku čak 17 puta.
Nakon ovih borbi, obje su bojne povučene u pričuvu kako bi se popunile novim ljudstvom i tenkovima. U bitke su vraćene 9. lipnja 1940., usred njemačke operacije Fall Rot. Zadaća im je bila zaustaviti prodor njemačkog pješaštva preko rijeke Aisne. Bitka na rijeci Aisne (trajala je od 9. do 10. lipnja) jedna je od rijetkih koje su dobile francuske snage. Usprkos tome, njemačke snage su ostvarile značajne prodore na drugim pravcima te su se počele približavati Parizu. U uglavnom neorganiziranom povlačenju francuskih snaga, tenkovi FCM 36 su rabljeni za zaštitu odstupnica. Zbog toga su redovito dolazili na udar njemačkih tenkova. Do kraja sukoba francuska je vojska izgubila otprilike polovinu od 100 FCM 36.

### Uporaba njemačke vojske
Od svih zarobljenih francuskih tenkova, njemačke se vojske najviše dojmio upravo FCM 36, posebno njegov Dieselov motor. Dio izvora navodi da su Nijemci zarobili čak 50 FCM 36, ali to bi bio prevelik broj s obzirom na to koliko ih je izgubljeno tijekom okupacije. Vjerojatnija je brojka od 37 zarobljenih tenkova. Iako su neki tenkovi rabljeni za testiranje Dieselova pogona, označili su ih kao Panzerkampfwagen 737 FCM i spremili ih u skladišta. Zanimljivo je da ne postoji podatak da je ijedan FCM 36, za razliku od drugih francuskih tenkova, dodijeljen nekoj satelitskoj ili savezničkoj državi.
U skladištima su ostali sve do 1944., kad ih je zamijetio Alfred Becker i ishodio dozvolu za njihovu prenamjenu u samovozne protutenkovske topove. Skinuo je kupolu i "otpilio" dio tijela na srednjem dijelu kako bi dobio mjesto za top kalibra 75 mm. Oko njega je postavio oklopno tijelo od zavarenih čeličnih ploča debljine 10 mm. Top je imao ograničenu mogućnost pokretanja po pravcu te se grubo ciljanje obavljalo pokretanjem vozila. Tako je nastao 7.5 cm PaK40(Sf) auf Geschutzwagen FCM(f), poznatiji kao Marder I. Imao je tročlanu posadu, a za samoobranu su ga naoružali i strojnicom MG34 7,9 mm. Nije poznato koliko je proizvedeno PAK40 samovoznih topova, ali se zna da su svi dodijeljeni Sturmgeschütz Abteilung 200 unutar 21. Panzer Division, te da su rabljeni tijekom borbi za Normandiju. Dio FCM 36 iskorišten je i za izradu samovoznih haubica kalibra 105 mm, označenih kao 10.5 cm leFH 16/18. I one su ušle u sastav Sturmgeschütz Abteilung 200.